# 美土里町
美土里町（みどりちょう）は、かつて広島県の高田郡に存在した町。
2004年3月1日に高田郡の全6町（甲田・高宮・美土里・向原・八千代・吉田各町）が対等合併して発足した安芸高田市に移行したことに伴い消滅した。同時に高田郡も消滅した。

## 町名の由来
町民の公募により、佳字の名称を選んだものである。

## 沿革
- 1889年4月1日 市町村制施行。美土里町域には当時いずれも高田郡に属する生桑（いけくわ）・北・本 ・横田の各村が存在した。
- 1956年4月1日 生桑・北・本・横田各村が対等合併して美土里町が発足する。
- 2004年3月1日 高田郡の全6町が対等合併して安芸高田市が発足したことに伴い消滅する。同時に高田郡も消滅する。

## 主要施設
- 神楽門前湯治村
- ほととぎす遊園

## 地理

### 山
- 上平山（888m）
- 頭ヶ津古山（716.7m）
- 津々羅山（698.7m）
- 小津古山
- 火神城山
- 大狩山（591.1m）

## 名所・旧跡
- 神楽門前湯治村

## 大字（2004年2月29日当時のデータ）
- 生田（いけだ）
- 北（きた）
- 桑田（くわた）
- 本郷（ほんごう）
- 横田（よこた）

## 交通（2004年2月29日当時のデータ）

### 鉄道
- 町内は全く通っていない。鉄道を利用する際の最寄り駅は、 西日本旅客鉄道芸備線の甲立駅など。

### 道路

#### 高速道路
- 中国自動車道が町内を通っており、町内には以下の施設が存在する。
  - 高田IC…高宮町に跨って設置されており、一般道路（広島県道64号三次美土里線）との出口は美土里町側にある。
  - 本郷PA…上下線とも町内本郷に設置されているが、かなり離れた位置に設置されている。

#### 国道
- 国道433号
- 国道434号…町内は全区間国道433号と重用している。

#### 主要地方道
- 広島県道・島根県道6号吉田瑞穂線…2006年春広島県道・島根県道6号吉田邑南線に改称。
- 広島県道64号三次美土里線

#### 一般県道
- 島根県道・広島県道109号瑞穂高宮線…2006年春島根県道・広島県道109号邑南高宮線に改称。
- 広島県道179号下北甲田線…町内は全区間国道433号と重用している。
- 広島県道320号浅塚横田線
- 広島県道321号金屋壬生線
- 広島県道322号北船木線…町内は全区間国道433号と重用している。
- 広島県道323号中北川根線

## 教育（2004年2月29日当時のデータ）

### 小学校
- 美土里町立美土里小学校

### 中学校
- 美土里町立美土里中学校